# Carl E. Douglas
Pour les articles homonymes, voir Douglas.
Carl Edwin Douglas, né le 8 mai 1955 est un avocat américain connu pour être l'un des avocats de l'affaire O. J. Simpson. Il a été publiquement réprimandé par le barreau de Californie à la suite de l'affaire pour avoir oublié son nom sur deux documents. Il est partenaire de Johnny Cochran Jr jusqu'en 1998 lorsqu'il décide de lancer son entreprise The Douglas Law Group. 
En 1999, il représente Patricia Anderson et obtient un verdict qui condamne General Motors à payer la somme de 4,9 milliards de dollars. Patricia Anderson, une autre femme et quatre enfants ont été sévèrement brûlés à la suite de l'explosion du réservoir à essence d'une Chevrolet Malibu 1979. La poursuite a démontré que GM savait que les Malibu de cette année étaient susceptibles d'exploser, mais n'a rien fait pour corriger la situation.
À cette époque, Carl E. Douglas compte parmi ses clients le chanteur Michael Jackson, les acteurs Jamie Foxx et Queen Latifah ou encore le joueur de football américain Darren Sharper.